# Anelaphus inflaticollis
Anelaphus inflaticollis är en skalbaggsart som beskrevs av Chemsak 1959. Anelaphus inflaticollis ingår i släktet Anelaphus och familjen långhorningar. Inga underarter finns listade i Catalogue of Life.